# شركات طيران عارض
شركات الطيران العارض (Charter Airlines)، هي شركات طيران تقدم خدمات جوية غير منتظمة، حيث تقوم بتسيير رحلات طيران وفقًا لطلبات خاصة بدلاً من جدول زمني ثابت. عادةً ما تُستخدم هذه الشركات لنقل المجموعات أو للأغراض الخاصة مثل السياحة، الحج والعمرة، أو نقل البضائع.

## السمات الرئيسية لشركات الطيران العارض
1. المرونة:
- يمكنها تشغيل الرحلات بناءً على الطلب، دون الالتزام بجداول زمنية محددة.

2. الأسعار التنافسية:
- غالبًا ما تقدم أسعارًا أقل من شركات الطيران التجارية التقليدية، خاصة عند تأجير الطائرات بشكل جماعي.

3. التأجير الكامل للطائرة (Full Charter):
- يُمكن للعميل أو الشركة استئجار طائرة بأكملها لنقل مجموعة من الأشخاص أو البضائع.

4. الرحلات الموسمية:
- تعتمد شركات الطيران العارض بشكل كبير على مواسم السفر مثل الإجازات أو مواسم الحج والعمرة.

5. الخدمات المتخصصة:
- تشمل الرحلات السياحية، رحلات العمل، أو رحلات نقل الشخصيات الهامة (VIP).

6. أنواع الطائرات:
- غالبًا ما تستخدم طائرات متوسطة الحجم أو صغيرة، بما يتناسب مع الطلبات الخاصة وعدد الركاب.

## الاستخدامات الرئيسية لشركات الطيران العارض
1. السياحة:
- العديد من وكالات السفر تنظم باقات سياحية تشمل استئجار طائرات لنقل مجموعات كبيرة إلى وجهات محددة.

2.المناسبات الخاصة:
- رحلات نقل الفرق الرياضية، الشركات، أو الوفود الرسمية.

3. نقل الحجاج والمعتمرين:
- تلعب دورًا كبيرًا في نقل الحجاج والمعتمرين إلى المملكة العربية السعودية.

4.الرحلات الطبية:
- نقل المرضى أو المعدات الطبية في الحالات الطارئة.

6. الشحن الجوي:
- تستخدم لنقل البضائع الخاصة مثل الشحنات الكبيرة أو الحساسة.

## أمثلة على شركات طيران عارض معروفة
1. توي للطيران (أوروبا):
- توفر رحلات سياحية وفقًا للطلبات الخاصة.

2. تایتان ایرویز (بريطانيا):
- تقدم خدمات الطيران العارض للشركات والحكومات.

3. طيران ناس (السعودية):
- تقدم خدمات الطيران العارض للحج والعمرة وبعض الوجهات السياحية.

4. جت للطيران (عالمي):
- تقدم رحلات خاصة لكبار الشخصيات والعملاء الفاخرين.

## أنظر ايضاً
- طائرة أجرة
- طيران عام